# Bulz (gmina)
Bulz – gmina w Rumunii, w okręgu Bihor. Obejmuje miejscowości Bulz, Munteni i Remeți. W 2011 roku liczyła 2104 mieszkańców.